# Herculis 2013
Meeting Herculis 2013 byl lehkoatletický mítink, který se konal 19. července 2013 v Monaku. Byl součástí série mítinků Diamantová liga.

## Výsledky
- Archiv výsledků zde [1]

### Muži
| Disciplína     | 1. místo                     | 2. místo                      | 3. místo                    |
| 100 m          | Justin Gatlin 9,94           | Dentarius Locke 9,96          | Jimmy Vicaut 9,99           |
| 800 m          | Duane Solomon 1:43,72        | Pierre-Ambroise Bosse 1:43,76 | Kevin López 1:43,93         |
| 1500 m         | Asbel Kipruto Kiprop 3:27,72 | Mohamed Farah - 3:28,81       | Caleb Ndiku 3:29,50         |
| 5 000 m        | Edwin Soi 12:51,34           | Albert Rop 12:51,96           | Isiah Koech 12:56,08        |
| 400 m překážek | Jehue Gordon 48,00           | Johnny Dutch 48,20            | Javier Culson 48,35         |
| Skok o tyči    | Renaud Lavillenie 596 cm     | Brad Walker 578 cm            | Björn Otto 570 cm           |
| Trojskok       | Christian Taylor 17,30 m     | Daniele Greco 17,25 m         | Pedro Pichardo 16,94 m      |
| Hod oštěpem    | Vítězslav Veselý 87,68 m     | Dmitrij Tarabin 84,33 m       | Andreas Thorkildsen 83,71 m |

### Ženy
| Disciplína       | 1. místo                        | 2. místo                        | 3. místo                            |
| 200 m            | Murielle Ahouréová 22,24        | Tiffany Townsend 22,26          | Shelly-Ann Fraserová-Pryceová 22,28 |
| 400 m            | Amantle Montshoová 49,33        | Stephanie McPherson 49,92       | Francena McCororyová 49,96          |
| 1500 m           | Jennifer Simpsonová 4:00,48     | Hellen Onsando Obiriová 4:00,93 | Brenda Martinezová 4:00,94          |
| 100 m překážek   | Queen Harrisonová 12,64         | Yvette Lewisová 12,69           | Kellie Wellsová 12,70               |
| 3 000 m překážek | Milcah Chemos Cheywaová 9:14,17 | Lydia Chepkuruiová 9:15,18      | Fancy Cherotich 9:36,82             |
| Skok do výšky    | Brigetta Barrettová201 cm       | Anna Čičerovová198 cm           | Blanka Vlašičová 198 cm             |
| Skok daleký      | Blessing Okagbareová 704 cm     | Darja Klišinová 698 cm          | Shara Proctorová 674 cm             |
| Hod diskem       | Sandra Perkovićová 65,30 m      | Yarelis Barriosová 64,24 m      | Gia Lewis-Smallwood 63,63 m         |